# Armadillo liliputanus
Armadillo liliputanus är en kräftdjursart som beskrevs av Dollfus 1895. Armadillo liliputanus ingår i släktet Armadillo och familjen Armadillidae. Inga underarter finns listade i Catalogue of Life.